# Hydrophorus myllomerus
Hydrophorus myllomerus är en tvåvingeart som beskrevs av Hurley 1985. Hydrophorus myllomerus ingår i släktet Hydrophorus och familjen styltflugor. Inga underarter finns listade i Catalogue of Life.